# Hyloxalus vertebralis
Hyloxalus vertebralis es una especie de anfibio anuro de la familia Dendrobatidae.

## Distribución geográfica
Esta especie es endémica del sur del Ecuador. Habita entre los 1770 y 3500 m de altitud.

## Descripción
Los machos miden de 14.1 a 17.5 mm y las hembras de 17.0 a 20.2 mm.

## Publicación original
- Boulenger, 1899 : Descriptions of new reptiles and batrachians collected by Mr. P.O. Simons in the Andes of Ecuador. Annals and Magazine of Natural History, sér. 7, vol. 4, p. 454-457[5]